# 經濟產業省
經濟產業省（日语：／ Keizai Sangyō shō */?），簡稱經產省，是日本行政機關之一，以提高民間經濟活力、對外經濟關係順利發展為中心，發展日本的經濟與產業，並確保礦物資源及能源之穩定且高效率的供應。

## 概要
2001年（平成13年）1月6日中央省廳再編，原通商產業省（日语：／ tsūshō sangyō shō */?；簡稱通產省、MITI）改名為現今的經濟產業省，管轄範圍包括經濟產業政策、通商政策、產業技術、商務流通政策等業務。
經濟產業省及其前身通商產業省，過去被認為是日本經濟以及「日本株式會社」的總司令台，引領經濟高度增長，在國際上被稱為「Notorious MITI」、「Mighty MITI」，曾為轟動一時的日本優秀官僚代名詞。其廣泛行使許認可權與行政指導，以政府金融體系之融資、預算津貼、補助金作為主要推動力量，職掌產業政策。此外，為因應通商、貿易、技術革新，而投入科學技術開發相關工作，並掌握特許、能源政策、中小企業政策等廣泛權限。
然而隨著日本經濟高度成長期的終結，經濟產業省之權限和其他省廳相比之下，較無法推行許認可及補助金行政，而不得不開始提出單一的政策計劃，每年五、六月起皆會打出各式各樣的新政策宣傳。因此，經濟產業省雖為管轄大部分產業的「行政綜合部門」，也被評價為「被限定的綜合官廳」。

## 沿革
1949年（昭和24年）5月25日、商工省的外局——貿易廳、石炭廳合組成通商產業省。開始時候是包括了資源廳、工業技術廳（今產業技術綜合研究所前身）、特許廳、中小企業廳等4個外局，但在1952年組織改組後，外局只剩特許廳與中小企業廳2個。1972年在田中角榮由通商產業大臣晉升為首相時，出身自通商產業省的則出任首相秘書官，這就成了一個先例：往後的通商產業省首長出任首相秘書官，通商產業省對首相的影響力可見一斑。1973年，新外局資源能源廳正式設立。2001年1月的日本中央省廳再編施行後，通商產業省改名為經濟產業省。
在舊通產省時代，它擁有審査權和認可權，並且能夠對經濟與產業制定有彈性的監管政策。產業分野「產・官・學」中所說的官，意指政府單位。因此，所指的不是國民，而傾向指經濟團體中的法人。公害、事業廢棄物、貿易摩擦是經常要處理的問題，而環境問題則是環境省所負責；雖然立場對立，但是在「經濟優先」的強大傾向下，環境省的政策常常被撤回。

## 掌管事務
經濟產業省掌管的事務是由經濟產業省設置法第4條規定，共60項。
- 經濟構造改革的推進（1号）
- 經濟財政諮問会議による企画及立案へ的参画（2号）
- 産業構造的改善（3号）
- 企業間関係そ的他的産業組織的改善（4号）
- 市場における經濟取引に係る準則的整備（5号）
- 工業所有権的保護及利用（6号）
- 民間に技術開発に係る環境整備（7号）
- 業種に普遍的な産業政策（8号）
- 産業立地（9号）
- 工業用水道事業的助成及監督（9号）
- 地域における商鉱工業一般的振興（11号）
- 通商に関する政策及手続（12号）
- 通商に関する協定又は取決め的実施（13号）
- 通商經濟上的国際協力（14号）
- 輸出入的増進（15号）
- 通商政策上的関税に関する事務（16号）
- 通商に伴う外国為替的管理（17号）
- 貿易保險（18号）
- 条約に基づいて日本国に駐留する外国軍隊、在留外国人に対する物資・役務的供給（19号）
- 通商一般（20号）
- 鉱工業的科学技術的進歩及改良並びにこれらに関する事業（21～24号）
- 地質的調査（25号）
- 工業標準的整備及普及（26号）
- 計量的標準的整備及適正な計量的実施的確保（27号）
- 産業公害的防止（28号）
- 資源的有効利用（29号）
- 商鉱工業等（30・31号）
- 鉄鋼、非鉄金属、化学工業品、機械器具、鋳造品、鍛造品、繊維工業品、雑貨工業品、鉱物等的物資的輸出、輸入、生産、流通（32号）
- 工業塩的流通及消費（33号）
- 化学肥料的輸出、輸入及生産（34号）
- 鉄道車両、鉄道信号保安装置、自動車用代燃装置、軽車両、船舶、船舶用機関及船舶用品的輸出及輸入（35号）
- 化学物質的管理（36号）
- 自転車競走及小型自動車競走的施行（37号）
- 宇宙開発に関する大規模技術開発（38号）
- デザインに関する指導及奨励並びにそ的盗用的防止（39号）
- 物資的流通的効率化及適正化（40号）
- 商品市場における取引及商品投資的監督（41号）
- 通商に関する参考品等的収集及展示紹介（42号）
- 一般消費者的利益的保護（43号）
- 火薬類的取締り、高圧ガス的保安、鉱山における保安（44号）
- 情報処理的促進（45号）
- 情報通信的高度化に関する事務的うち情報処理に係るも的（46号）
- 鉱物資源及エネルギーに関する総合的な政策（47号）
- 省エネルギー及新エネルギーに関する政策（48号）
- 石油、可燃性天然ガス、石炭、亜炭そ的他的鉱物等並びにこれら的製品的安定的かつ効率的な供給的確保（49号）
- 石油パイプライン事業（50号）
- 鉱害的賠償（51号）
- 電気、ガス及熱的安定的かつ効率的な供給的確保（52号）
- 電源開発に関する基本的な政策的企画及立案並びに推進（53号）
- エネルギーに関する原子力政策（54号）
- エネルギーとして的利用に関する原子力的技術開発（55号）
- 弁理士（56号）
- 中小企業的育成及発展（57号）
- 所掌事務に係る国際協力に関すること（58号）
- 文教研修施設において、鉱山における保安に関する技術及実務的教授並びに所掌事務に関する研修を行うこと（59号）
- そ的他法律（法律に基づく命令を含む。）に基づき經濟産業省に属させられた事務（60号）

## 組織架構

### 幹部
- 經濟產業大臣
- 經濟產業副大臣2人
- 經濟產業大臣政務官2人
- 經濟產業事務次官
- 經濟產業審議官

### 内部部局
- 大臣官房
  - 秘書課
  - 總務課
  - 會計課
  - 政策評價廣報課
  - 情報系統厚生課
- 經濟產業政策局
  - 經濟產業政策課
  - 調查課
  - 產業構造課
  - 產業組織課
  - 產業再生課
  - 產業資金課
  - 企業行動課
  - 參事官
  - 地域經濟產業政策課
  - 立地環境整備課
  - 產業設施課
  - 地域技術課
  - 調查統計部
- 通商政策局
  - 通商政策課
  - 國際經濟課
  - 經濟連携課
  - 地域協力課
  - 美州課
  - 歐州中東非洲課
  - 亞洲大洋州課
  - 北東亞洲課
  - 通商機構部
- 貿易經濟協力局
  - 貿易振興課
  - 通商金融・經濟協力課
  - 資金協力課
  - 技術協力課
  - 貿易保險課
  - 貿易管理課
  - 貿易審查課
  - 安全保障貿易管理課
  - 安全保障貿易審查課
- 產業技術環境局
  - 產業技術政策課
  - 技術評價調查課
  - 大學連携推進課
  - 技術振興課
  - 研究開發課
  - 基準認證政策課
  - 標準課
  - 認證課
  - 知的基盤課
  - 環境政策課
  - 回收推進課
- 製造產業局
  - 鐵鋼課
  - 非鐵金屬課
  - 化學物質管理課
  - 化學課
  - 生物化學產業課
  - 酒類課
  - 住宅產業窯業建材課
  - 產業機械課
  - 自動車課
  - 航空機武器宇宙產業課
  - 車輛課
  - 纖維課
  - 紙業生活文化用品課
- 商務情報政策局
  - 情報政策課
  - 情報經濟課
  - 情報處理振興課
  - 情報通信機器課
  - 服務政策課
  - 服務產業課
  - 文化情報關連產業課
  - 商務課
  - 交易信用課
  - 流通產業課
  - 流通政策課
  - 消費經濟政策課
  - 消費經濟對策課
  - 製品安全課

### 審議會
- 產業構造審議會
- 消費經濟審議會
- 日本工業標準調查會
- 計量行政審議會
- 獨立行政法人評價委員會
- 輸出入取引審議會
- 化學物質審議會

### 設施等機關
- 經濟產業研修所

### 地方支分部局
- 經濟產業局（日语：経済産業局）（8個）
- 產業保安監督部（日语：産業保安監督部）（5個）
- 那霸產業保安監督事務所

### 外局
- 資源能源廳
- 特許廳
- 中小企業廳

### 獨立行政法人
- 製品評價技術基盤機構
- 經濟產業研究所
- 工業所有權情報・研修館
- 日本貿易保險
- 產業技術總合研究所
- 新能源・產業技術總合開發機構
- 日本貿易振興機構
- 原子力安全基盤機構
- 情報處理推進機構
- 石油天然氣・金屬礦物資源機構
- 中小企業基盤整備機構